# Kloster Schlüchtern
Das Kloster Schlüchtern ist eine im Kern hochmittelalterliche ehemalige Benediktinerabtei in Schlüchtern im oberen Kinzigtal, vor dem südwestlichen Ende des Übergangs der Via Regia über den Mittelgebirgsrücken nach Fulda. Heute ist in dem Gebäude das Ulrich-von-Hutten-Gymnasium sowie die Kirchenmusikakademie der Evangelischen Kirche von Kurhessen-Waldeck untergebracht, in deren Besitz das Kloster heute ist.

## Geschichte

### Mittelalter

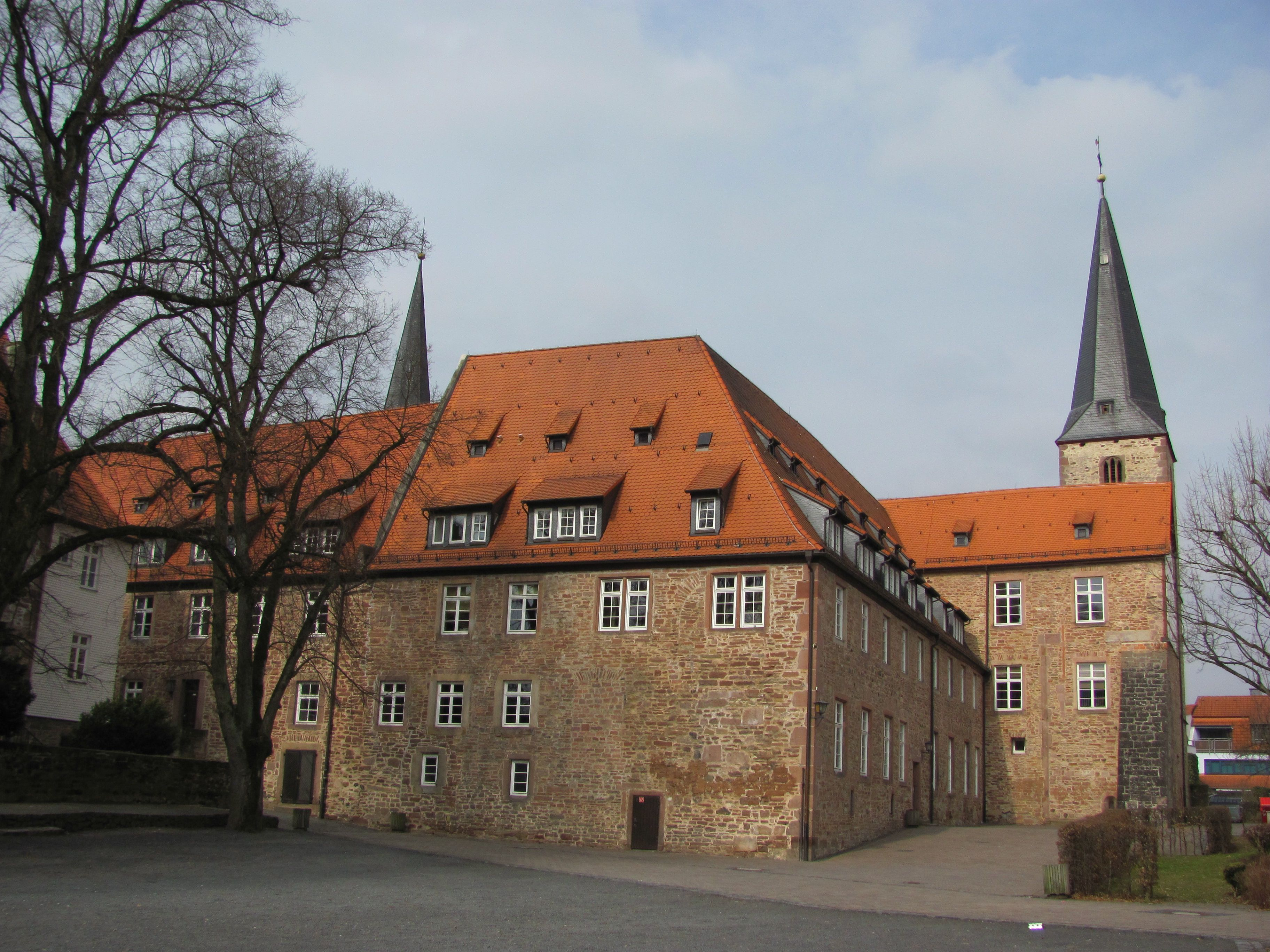
Blick von Südwesten: Links Klausurgebäude, rechts Rest des Chors der Kirche

Die Abtei war der Heiligen Maria geweiht. Die älteste erhaltene Bausubstanz, eine Krypta, stammt aus frühkarolingischer Zeit und ist baulich mit Anlagen aus dem Umfeld des Klosters Fulda verwandt. Die Anfänge des Klosters liegen jenseits dieses baugeschichtlichen Befundes aber im Dunkeln.
Urkundlich fassbar wird die Klostergeschichte ab dem Ende des 10. Jahrhunderts: 993 wurde das Kloster an das Bistum Würzburg übereignet. Dem liegt eine – allerdings damals gefälschte und auf das Jahr 788 datierte – Urkunde zugrunde. Seit einer heftigen Auseinandersetzung mit dem Abt Bero, der daraufhin 1116 gehen musste, wählten die Konventualen ihren Abt selbst. 1213 wurde die Michaelskirche dem Kloster inkorporiert. Die Blüte des Klosters fällt ins 12. und 13. Jahrhundert. 1334 wurde das Kloster exkommuniziert, da es sich nach der doppelten Bischofswahl in Würzburg 1333 (Hermann II. Hummel von Lichtenberg gegen Otto II. von Wolfskeel) für ersteren entschieden hatte. Nachdem dieser aber schon 1335 gestorben war, befand sich das Kloster gegenüber dem verbliebenen Bischof Otto II. von Wolfskeel in einer schwierigen Situation. Er erkannte den 1335 vom Konvent gewählten Abt Hartmann II. nicht an. Dieser musste zurücktreten. Sein Nachfolger, Hermann I., kam aus dem Kloster Fulda und hatte große Schwierigkeiten, sich gegenüber dem Konvent durchzusetzen. 1344 ging er deshalb als Abt an die Benediktinerabtei St. Stephan in Würzburg.

### Äbte

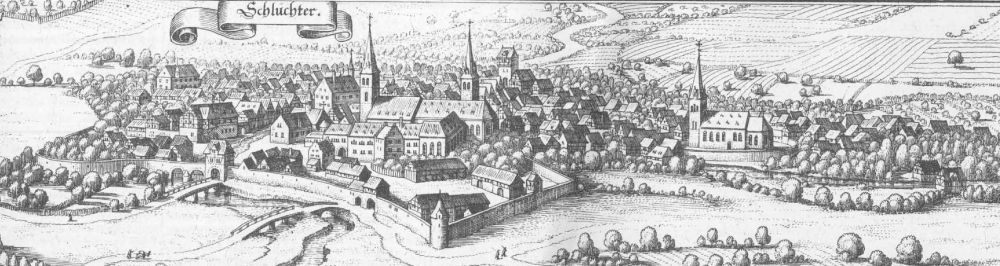
Schlüchtern in der Topographia Hassiae von Matthäus Merian 1655. In der Mitte das Kloster.

| Name                                | Zeit               | Anmerkung                                                                  |
| Sigizio                             | 1018–1029          | † 7. April 1029                                                            |
| ?                                   | ?                  | unmittelbarer Nachfolger unbekannt                                         |
| Ebo                                 | 1099 genannt       | evtl. bis 1106                                                             |
| Bero                                | 1106–1116          | 1116 geht er als Abt ins Kloster Lambach                                   |
| Wortwin                             | 1118 genannt       |                                                                            |
| ?                                   | ?                  | unmittelbarer Nachfolger unbekannt                                         |
| Mangold                             | 1144–1160          |                                                                            |
| Ulrich I.                           | 1166, 1167 genannt |                                                                            |
| Wolbrand                            | ca. 1184–ca. 1192  | Belege unsicher                                                            |
| Johann I.                           | 1192, 1196 genannt |                                                                            |
| Hugo                                | 1220, 1221 genannt |                                                                            |
| Dietrich I.                         | 1226 genannt       |                                                                            |
| Wiegand                             | 1249 genannt       |                                                                            |
| Ulrich II.                          | 1270 genannt       | „Oldarich“                                                                 |
| Konrad I.                           | 1274–1278          | Erster Abt, dessen Siegel überliefert ist.                                 |
| Heinrich                            | 1279 genannt       | nur eine Nennung                                                           |
| Konrad II.                          | 1282 genannt       | nur eine Nennung; † vor 1299                                               |
| Hartmann I.                         | 1299–1332          |                                                                            |
| Hartmann II. von Katzenbiß          | 1335               | Rücktritt 1336, † 1347                                                     |
| Hermann I. von Reith                | 1336–1344          | 1344 zum Abt der Benediktinerabtei St. Stephan in Würzburg gewählt; † 1357 |
| Hartmann III.                       | 1345–1365          |                                                                            |
| Hermann II.                         | 1365               |                                                                            |
| Berthold                            | 1366–1369          |                                                                            |
| Wilhelm I. von Lauter               | 1370–1398          |                                                                            |
| Dietrich II. von Faulhaber          | 1398–1436          | Rücktritt; † 1443                                                          |
| Johann II. Zollner                  | 1436–1456          |                                                                            |
| Johann III. von Gils                | 1457–1470          | 1470 abgesetzt; † nach 1478                                                |
| Wilhelm II. von Lauter              | 1470–1471          |                                                                            |
| Christian I. Heydloff               | 1471–1498          |                                                                            |
| Christian II. Happ                  | 1498–1534          |                                                                            |
| Petrus Lotichius (Peter Lotz)       | 1534–1567          | führte eine Reformordnung ein, letzter katholischer Abt                    |
| Siegfried Hettenus                  | 1567–1585          | evangelisch, verheiratet                                                   |
| Nikolaus I. Daniel genannt Schönbub | 1585–1592          | evangelisch                                                                |
| Johann IV. Wankel                   | 1592–1609          | evangelisch                                                                |

### Vogtei
Die Vogtei über das Kloster wurde von einer Reihe von regionaler adeliger Familien wahrgenommen, deren letzte, Hanau, im 15. und 16. Jahrhundert diese Institution allmählich in die eigene Landesherrschaft eingliederte.
| Zeitraum  | Haus                            | Haus                         | Anmerkungen |
| --------- | ------------------------------- | ---------------------------- | --- |
| vor 1099  | unbekannt                       | unbekannt                    | |
| 1099      | von Grumbach-Rothenfels         | von Grumbach-Rothenfels      | Ersterwähnung 1099 |
|           | Trimbergisches Gericht          | Südliche Hälfte              | |
| 1243/1245 | von Trimberg                    | von Steckelberg-Brandenstein | Aus politischen Gründen kommen zunächst die Erben derer von Grumbach, die Grafen von Rieneck-Rothenfels, nicht zum Zug. |
| 1303      | von Trimberg                    | von Küchenmeister            | verpfändet. |
| 1307      | von Trimberg                    | von Rieneck-Rothenfels       | Die Erben derer von Grumbach kommen damit doch noch zum Zug.                                                            |
| 1316      | von Trimberg                    | von Hanau                    | Der letzte der Linie Rieneck-Rothenfels verkauft an Hanau                                                               |
| 1366      | von Hanau                       | von Hanau                    | Der letzte der Linie Trimberg verpfändet an Hanau                                                                       |
| 1371      | Trimberg verkauft an von Hoelin | von Hanau                    | Der letzte der Linie Trimberg verkauft an die von Hoelin                                                                |
| 1377      | von Hanau                       | von Hanau                    | Hoelin verkauft an Hanau                                                                                                |
| um 1500   | von Hanau                       | von Hanau                    | Die Vogtei geht in der Landesherrschaft der Grafen von Hanau auf.                                                       |

1. ↑  Die letzte Erbin derer von Grumbach-Rothenfels war mit Ludwig III. von Rieneck(-Rothenfels) verheiratet.
2. ↑  Nördliche Hälfte der Vogtei und das südlich von Schlüchtern gelegene Dorf Niederzell.
3. ↑  Gebiet südlich der Kinzig ohne das Dorf Niederzell.

### Landesherrschaft Hanau

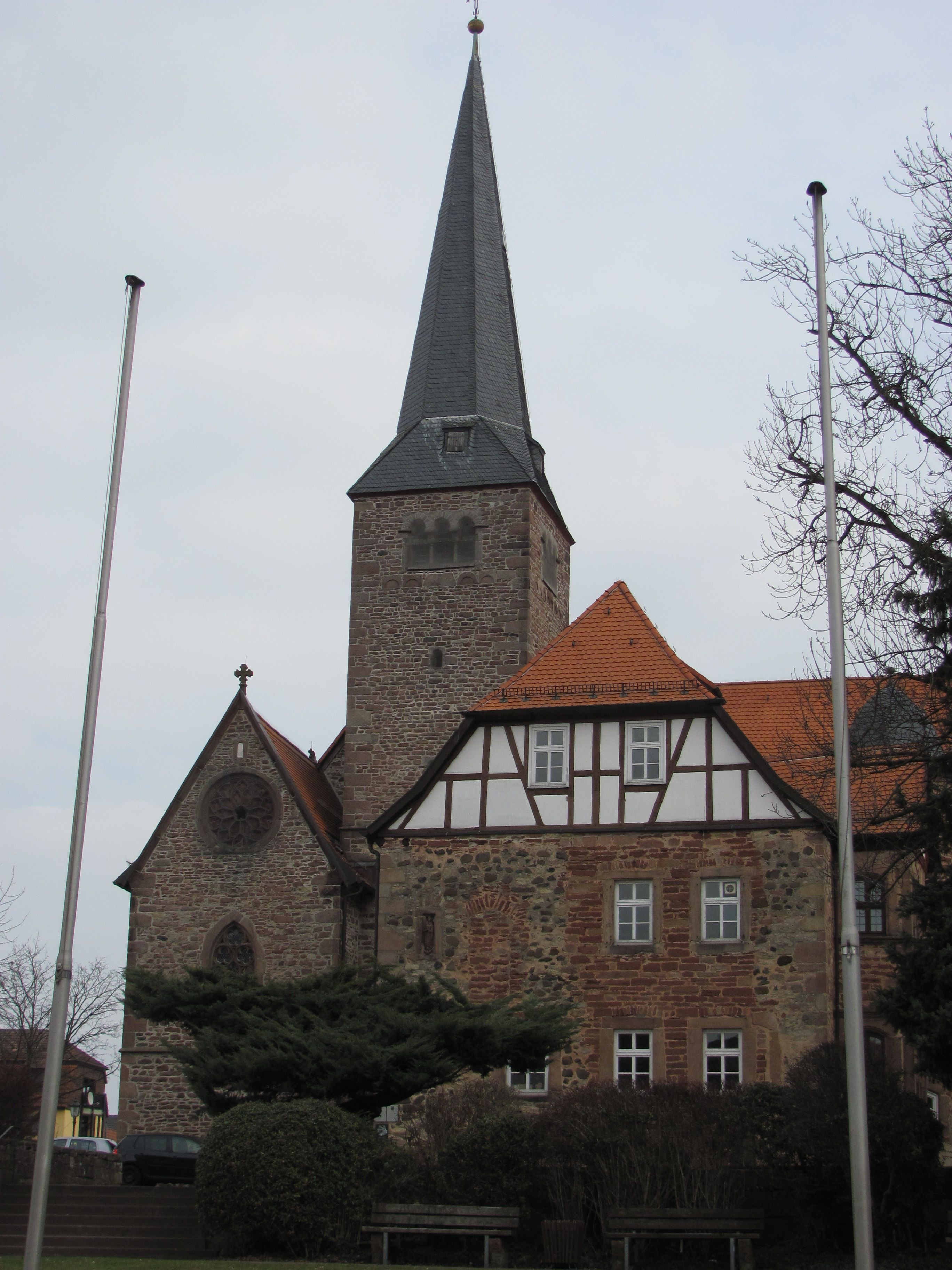
Westfassade des ehemaligen Benediktinerklosters

1316 kaufte Ulrich II. von Hanau die Hälfte des Gerichts Schlüchtern, zu dem auch die Vogtei über das Kloster gehörte, von den Grafen von Rieneck. Rechtlich handelte es sich um ein Lehen des Bischofs von Würzburg, der diesem Verkauf zustimmte. Bis zur Wahl des Abtes Wilhelm I. im Jahr 1370 war die Ernennung des Abtes im Kloster Schlüchtern von zwei Faktoren abhängig: In vielen Fällen war eine Wahl durch den Konvent des Klosters nachgewiesen und die Einsetzung durch den Bischof von Würzburg war erforderlich, ein Einfluss des Vogtes nicht nachweisbar. 
Die zweite Hälfte des Gerichts und der Vogtei Schlüchtern erhielt Hanau 1377 im Tausch gegen die Burg „Büttert“. Damit hatte Hanau nun die gesamte Vogtei inne. Gleichzeitig verschuldete sich das Kloster immer stärker, ein Phänomen, das sich beim Übergang von der Naturalwirtschaft auf die Geldwirtschaft auch bei vielen anderen Großgrundbesitzern dieser Zeit einstellte. Bei kirchlichen Institutionen kam hinzu, dass ihr wirtschaftlicher Niedergang mit einer Verweltlichung der Konventualen einherging und die Kirche insgesamt in eine Glaubwürdigkeitskrise geraten ließ, die letztlich in die Reformation führte. Im Kloster Schlüchtern führte diese Krise zu einem heftigen Streit zwischen dem Konvent und dem Abt darüber, welche Einkünfte dem Konvent insgesamt, welche dem Abt alleine zustanden. 1413 war der Streit unter Abt Dietrich II. so weit eskaliert, dass beide Parteien Hilfe und Schlichtung von außen suchten, beim Diözesanbischof in Würzburg, Johann II. von Brunn, und dem Vogt, Reinhard II. von Hanau. Die Schlichtung war nicht dauerhaft erfolgreich. In den 1430er Jahren flammte der Konflikt erneut auf und dem Abt wurde nun auch vorgeworfen, seine religiösen Pflichten zu vernachlässigen. Auf Druck des inzwischen zum Grafen aufgestiegenen Reinhard II. musste Dietrich II. 1436 zurücktreten. Der Graf präsentierte dem Bischof auch gleich einen Nachfolger: Abt Johann II. Seit dieser Zeit beeinflusste der Vogt die Nachfolge des Abtes. 
Auf die Wahl des folgenden Abts, Johann III., übte Graf Philipp I. von Hanau-Münzenberg 1457 massiven Einfluss aus. Wahrscheinlich wurde der Abt – wie bisher üblich – vom Konvent gewählt, aber er musste anschließend dem Grafen bestätigen, dass er durch dessen Einfluss Abt geworden sei und ihm umfangreiche Kontrollrechte über das Kloster einräumen. Dagegen erhob der Bischof von Würzburg keine Einwände und bestätigte Johann III. in seinem Amt. 
Zehn Jahre später befand sich das Kloster in Aufruhr: Prior und Konvent befanden sich in entschiedener Opposition zu ihrem Abt, dem Verschwendung und weltlicher Lebenswandel vorgeworfen wurden. Der Streit eskalierte: Vor der Kurie in Rom wurde prozessiert, der Graf und der Bischof von Würzburg versuchten vergeblich zu schlichten. Schließlich setzte Graf Philipp I. den Abt am 22. Oktober 1470 ab. Die Wahl des Nachfolgers, Christian I., fand dann vermutlich auch unter massivem Einfluss des Hanauer Grafen statt, obwohl dazu keine Belege vorhanden sind. Für die Wahl von dessen Nachfolger Christian II. im Jahr 1498 ist die Anwesenheit von Gesandten des Grafen von Hanau belegt.
Auch bei der nächsten Wahl, bei der Petrus Lotichius (Peter Lotz) in das Amt kam, fehlen die direkten Belege des Hanauer Einflusses. Dieser Abt führte eine Reformordnung für das Kloster ein, die in Teilen mit Ideen der Reformation und des Humanismus übereinstimmen. Einen förmlichen Übertritt zum lutherischen Bekenntnis gibt es aber nicht, Lotichius ist somit als letzter katholischer Abt des Klosters zu sehen. Die nächsten beiden Äbte, Siegfried Hettenus (1567–1585) und Nikolaus I. (1585–1592) waren evangelisch und mussten bei Amtsantritt dem Hanauer Grafen ein Treuegelöbnis leisten. Dem letzten Abt, Johann IV. verbot die Vormundschaft des noch minderjährigen Grafen Philipp Ludwig II., ein eigenes Siegel zu führen: Er war damit zu einem Hanauer Beamten geworden, das Kloster der Landesherrschaft eingegliedert.
Nach dem Tod Johann IV. 1609 bewarb sich Melchior Goldast bei Graf Philipp Ludwig II. von Hanau-Münzenberg um die Stelle des Abtes. Der Graf verfolgte aber eine streng reformierte Kirchenpolitik, sodass ihm die Fortführung eines Klosters nicht opportun erschien. Er besetzte die Stelle nicht wieder, verlieh Melchior Goldast jedoch den Titel eines Rates ehrenhalber.

### Neuzeit
Im Bauernkrieg 1525 war das Kloster zeitweise verlassen. Ab 1540 wurde – wie in der ganzen Grafschaft Hanau – auch in Schlüchtern allmählich die Reformation eingeführt. Erstes äußerliches Anzeichen dafür war die Heirat des Konventualen Johannes Widmann (Salicetus) mit der Schlüchterner Bürgerstochter Elisabeth Nothacker. Er musste daraufhin noch das Kloster verlassen, wurde aber Pfarrer in Windecken, eine Stelle, die er bis zu seinem Tod 1555 bekleidete. Die klösterliche Verfassung wurde aber bis 1609 aufrechterhalten und das Kloster als Lateinschule weiter betrieben.
Die Eigenschaft als Würzburger Lehen führte nach der Reformation zu Spannungen zwischen der Grafschaft und dem Bistum Würzburg. Ein langjähriger Prozess vor dem Reichskammergericht dauerte von 1571 bis 1624 und endete mit einem Restitutionsmandat zugunsten Würzburgs. 1628–1631 waren Kloster und Amt Schlüchtern deshalb von Würzburg besetzt, 1631–1637 wieder von Hanau und ab 1637 erneut von Würzburg. 1656 kam es zu einem Vergleich, bei dem Hanau sich in Schlüchtern gegen Würzburg durchsetzte und dem Bistum dafür Orb überließ. Schon zuvor hatte Hanau das Kloster nach und nach seiner Landesherrschaft einverleibt. Seit der Wahl des Abtes Johann III. 1457 leisteten die Äbte bei Amtsantritt einen Treueeid auf den Grafen von Hanau-Münzenberg. Der letzte Abt des Klosters, Johann IV., wurde dann 1592 sogar ohne eine Wahl durch den Landesherren ernannt. Genutzt wurde das Kloster in nachreformatorischer Zeit als Gymnasium.
Mit dem Tod des letzten Hanauer Grafen, Johann Reinhard III., fiel das Amt – zusammen mit der ganzen Grafschaft Hanau und auch dem Kloster – an die Landgrafschaft Hessen-Kassel, deren Regent im Jahre 1803 zum Kurfürsten erhoben wurde. Im Siebenjährigen Krieg (1756–1763) wurde die Klosterkirche zerstört, 1820 deren Chor abgebrochen. Das Gymnasium, das die Gebäude des Klosters genutzt hatte, fiel der Schulreform von Großherzog Karl Theodor von Dalberg 1812 zum Opfer, zu dessen Territorium, dem Großherzogtum Frankfurt, Schlüchtern 1810 bis 1813 gehörte. 1836 wurde staatlicherseits in die Anlage ein Lehrerseminar eingebaut, bei weitgehender Überformung der mittelalterlichen Bausubstanz.

## Baugeschichte

### Karolingische Zeit
Ältester erhaltener Bauteil ist der westliche Abschnitt der bereits erwähnten frühkarolingischen Krypta. Sie ist verwandt mit ähnlichen Anlagen des Benediktinerklosters in Petersberg bei Fulda und der Einhardsbasilika in Michelstadt-Steinbach. Die karolingische Kirche war – wie archäologische Befunde zeigten – dreischiffig.

### Romanik
Im 11. Jahrhundert wurde die Kirche romanisch nach Westen erweitert und dort mit einem Turm abgeschlossen, der später gotisch neu aufgeführt wurde, wobei auch ältere Spolien verwendet wurden. Ebenfalls im 11. Jahrhundert entstand – als westliche Verlängerung des südlichen Seitenschiffs – die Katharinenkapelle. Hier stehen die Grabsteine der Tamburg von Hutten († 1354) und des Abtes Petrus Lotichius († 1567).
Anfang des 13. Jahrhunderts wurde die Kirche auch nach Osten erweitert: Der Krypta wurde als neuer Ostabschluss eine tonnengewölbte Nische angefügt, der Chor verlängert und die Chöre der Seitenschiffe zu Seitenkapellen ausgebaut. Davon ist die nördliche, die Andreaskapelle, bis heute erhalten. Weiter finden sich als Spuren aus dieser Epoche Reste der Chormauer mit Lisenen und Rundbogenfriesen im ansonsten gotischen Nordostturm.

### Gotik
Das nördliche Seitenschiff erhielt als westliche Verlängerung in der Mitte des 14. Jahrhunderts die zweigeschossige Huttenkapelle, eine Stiftung von Frowin von Hutten und dessen Gemahlin Tamburg.
In der ersten Hälfte des 15. Jahrhunderts wurde das Langhaus der Kirche weitgehend abgebrochen und durch eine gotische Hallenkirche ersetzt, die 1446 geweiht wurde. Ein Teil der Pfeiler des Langhauses nutzte karolingische Fundamente. Gleichzeitig wurde der Nordostturm errichtet.
Eine weitere gotische Kapelle wurde in den später errichteten Westflügel des Kreuzgangs integriert.

### Renaissance
Die Klostergebäude wurden 1508–1519 im Stil der Renaissance größtenteils neu erbaut mit einer reich gestalteten Westfront mit Staffelgiebel und rundem Treppenturm. Ein Erkervorbau wurde 1583 angefügt. Von der Südwestecke des Kreuzgangs ist die gut erhaltene, kreuzgewölbte Klosterküche zu erreichen, die einen eigenen Brunnen hat.

### Historismus
Im 19. Jahrhundert wurde die Anlage zum Lehrerseminar umgebaut und dabei schwer beschädigt: In die Kirche wurden Zwischendecken eingezogen, die mittelalterlichen Fensteröffnungen vermauert und neue – entsprechend den Bedürfnissen als Seminargebäude – in die Wände gebrochen.
Gleichwohl ist bei diesem Vorgehen – das den Totalabriss vermied – eine Vielzahl mittelalterlicher Bauspuren erhalten geblieben, die die Klostergebäude zu einem besonders interessanten baugeschichtlichen Objekt haben werden lassen. Teilweise wurde an den Gebäuden auch historistisch „nachgebessert“, so z. B. der Westturm mit einem neoromanischen Portal ausgestattet.

## Grabstätten
- Tamburg von Hutten († 1354)
- Margarethe von Ebersberg († 1356)
- Frowin von Hutten († 1377)
- Rabe von Hutten († 1529)
- Abt Christian Happ († 1534)
- Abt Petrus Lotichius († 1567)
- Graf Albrecht von Hanau († 1614)[12]
- Katharina von Hutten († 1617)
- Kunigunde von Trümbach († 1621)

## Heutige Nutzung

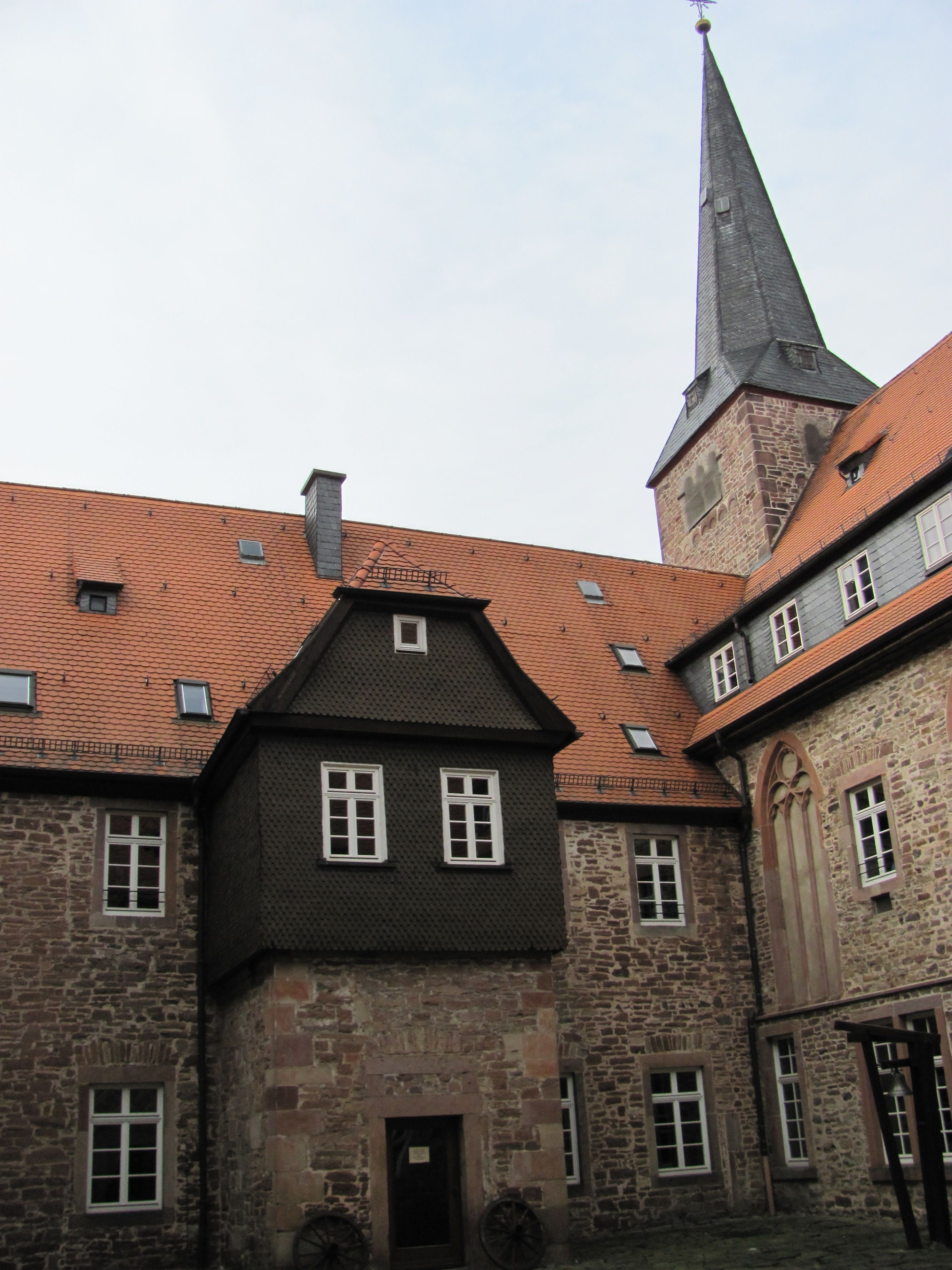
Kreuzgang mit Brunnenhaus, heute: Innenhof

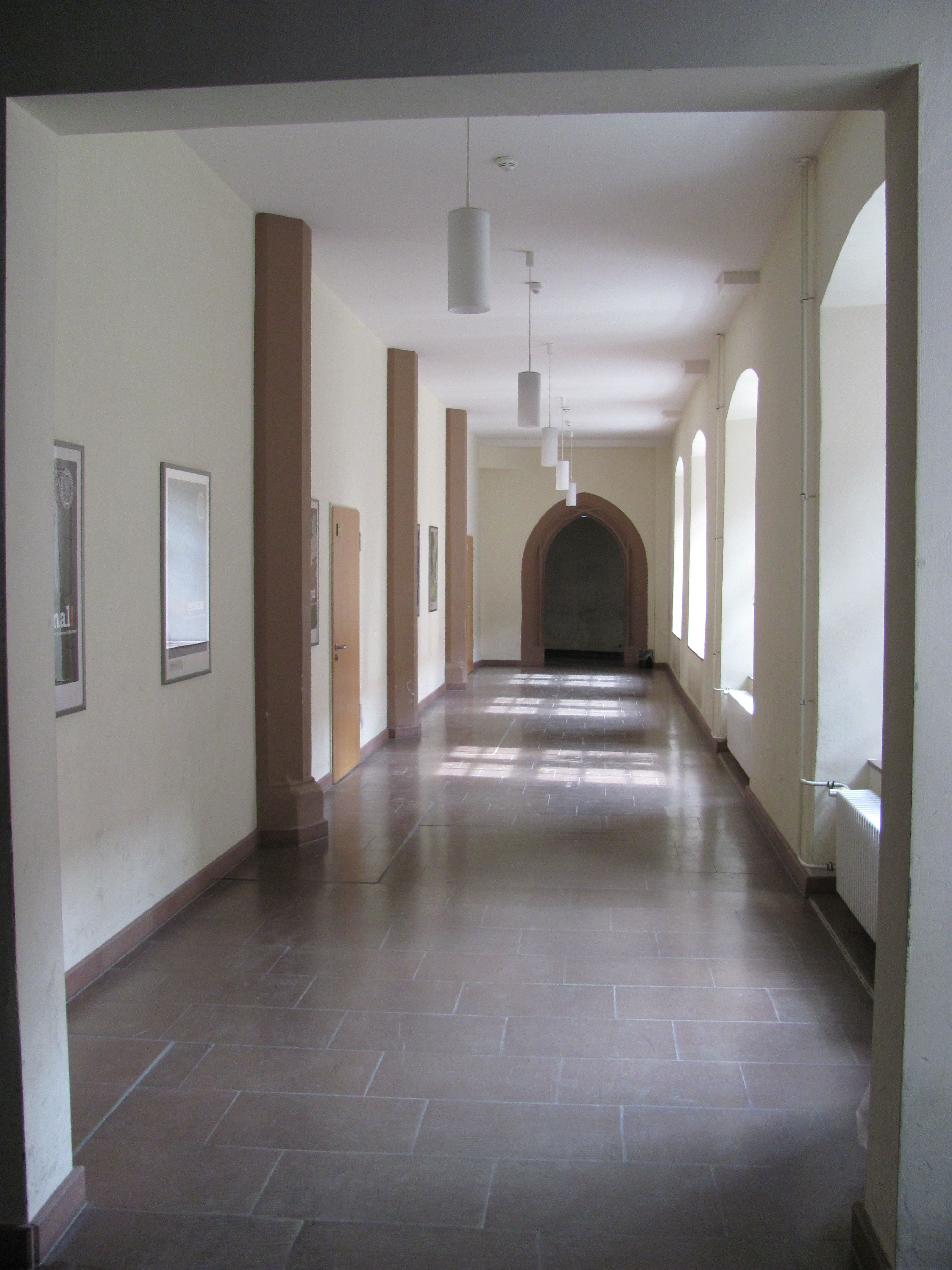
Südflügel des Kreuzganges, heute: Ulrich von Hutten-Gymnasium

Die Anlage wird heute vom Ulrich-von-Hutten-Gymnasium und der Kirchenmusikakademie (KMA) genutzt. Bei modernen Erweiterungsbauten für die Schule wurde in den letzten Jahren in erheblichem Umfang in das Klostergelände, ein wertvolles Bodendenkmal, eingegriffen.
Die Stadtkirche St. Michael dient als Kirche der Evangelischen Kirchengemeinde Schlüchtern, die zum Kirchenkreis Kinzigtal der Evangelischen Kirche von Kurhessen-Waldeck gehört.